# Bighorn River
Bighorn River er en biflod til Yellowstonefloden, og er omkring 742 km lang, og løber  i staterne Wyoming og Montana. Flodens afvandingsområde er på omkring 59.270 km².
De øvre dele af floden i staten  Wyoming er kendt som Wind River. Der refereres nogle gange til   to floder  som Wind/Bighorn. Wind-floden  bliver officielt Bighorn-floden ved Wedding at the Waters nær byen Thermopolis. Derfra løber den gennem Thermopolis og Hot Spring State Park.
Ved grænsen til Montana drejer den mod nordøst og løber forbi nordenden af Big Horn Mountains, gennem Crow-indanerreservatet. Den får tilløb fra floden   Little Bighorn nær byen Hardin. Omkring 80 km nedstrøms møder den Yellowstone River omkring 50 km vest for byen Forsyth.